# Mangoule Banni
Pour les articles homonymes, voir Mangoule.
Mangoule Banni est un village du Sénégal situé en Basse-Casamance. Il fait partie de la communauté rurale de Tenghory, dans l'arrondissement de Tenghory, le département de Bignona et la région de Ziguinchor.
Lors du dernier recensement (2002), la localité comptait 261 habitants et 36 ménages.